# (1727) Mette
(1727) Mette es un asteroide perteneciente al grupo de los asteroides que cruzan la órbita de Marte descubierto por A. David Andrews desde el observatorio Boyden de Bloemfontein, República Sudafricana, el 25 de enero de 1965.

## Designación y nombre
Mette recibió inicialmente la designación de 1965 BA.
Más adelante se nombró en honor de la esposa del descubridor.

## Características orbitales
Mette orbita a una distancia media de 1,854 ua del Sol, pudiendo acercarse hasta 1,665 ua y alejarse hasta 2,043 ua. Tiene una excentricidad de 0,1017 y una inclinación orbital de 22,9°. Emplea en completar una órbita alrededor del Sol 922,1 días.
Mette forma parte del grupo asteroidal de Hungaria